# Mont Gargan
Pour les articles homonymes, voir Gargan.
Ne doit pas être confondu avec Gargano.
Le mont Gargan est un sommet du Massif central, en bordure ouest du plateau de Millevaches, entre Saint-Gilles-les-Forêts et La Croisille-sur-Briance (Haute-Vienne). Il culmine à 730 m d'altitude. 
Le toponyme « mont Gargan » désigne également le petit massif dont le sommet à 730 m est le point culminant.
Le sommet et l'essentiel du massif du mont Gargan sont compris dans le périmètre du parc naturel régional de Millevaches en Limousin.

## Toponymie
Le nom occitan est puèg Gerjant (prononcé localement puè Gerzan).
Deux étymologies populaires paraissent discutables. La première, sans fondement scientifique, rapproche le nom du lieu de celui du géant Gargantua ; elle voit dont le mont Gargan une motte de terre détachée du sabot de la figure folklorique rendue célèbre par l'œuvre de François Rabelais. Cette explication permet aussi de donner une origine mythique au mont Ceix voisin. L'autre, rapportée par Henri Gaidoz au XIXe siècle, tire le toponyme du participe présent – gargant – d'un ancien verbe ayant également donné le mot français « gorge », et signifiant « avaler, dévorer », Gargantua étant perçu comme un dieu avalant le soleil au soir, et le recrachant le matin,,.
D'autres travaux ont permis d'avancer des hypothèses moins fantaisistes. Le mont Gargan pourrait tirer son nom d'un préfixe pré-indo-européen gar, altération de kar, désignant un rocher, la pierre.

## Géographie

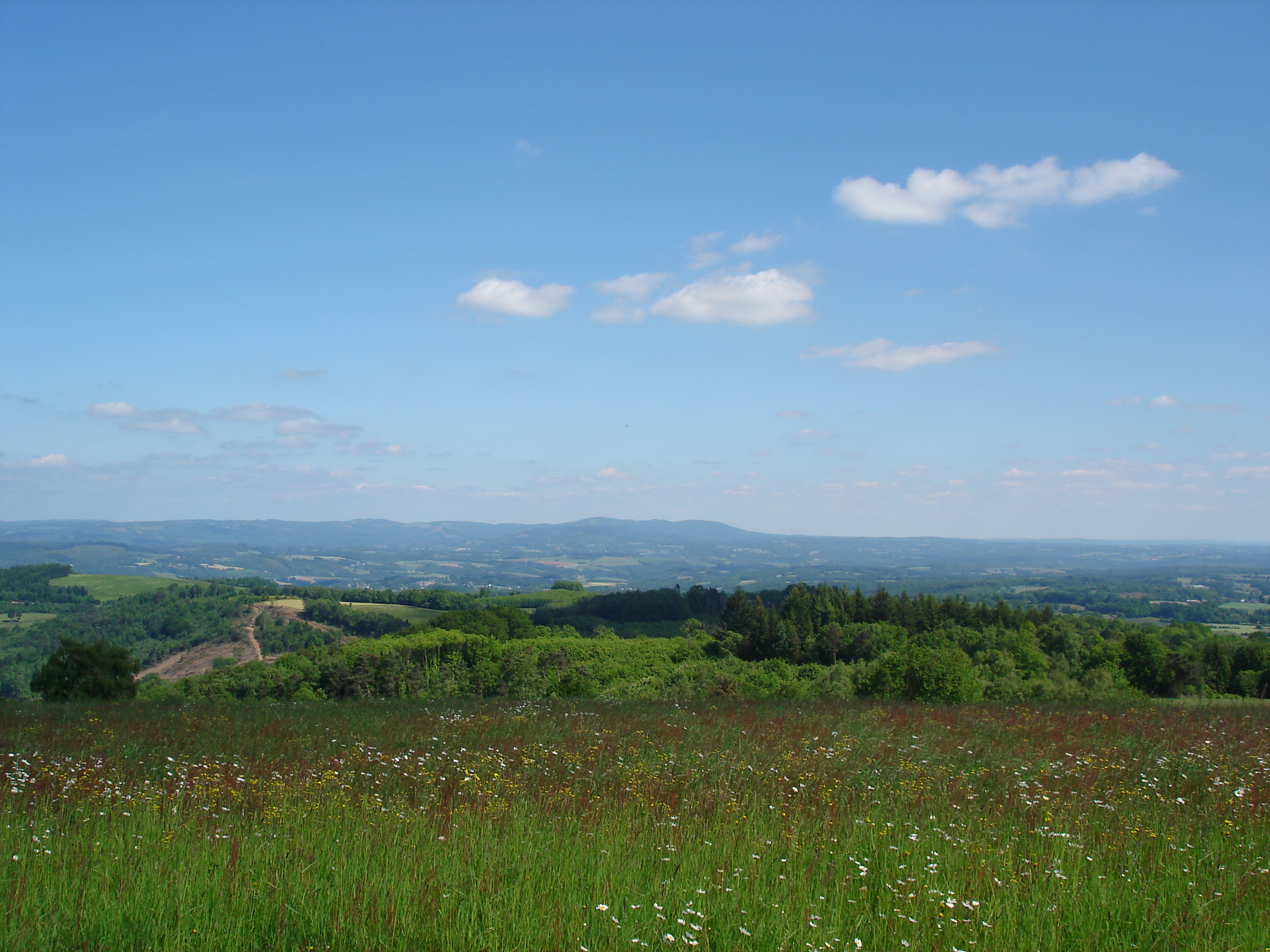
Vue depuis le sommet sur les environs du puy avec notamment, au centre en arrière-plan, le massif des Monédières.

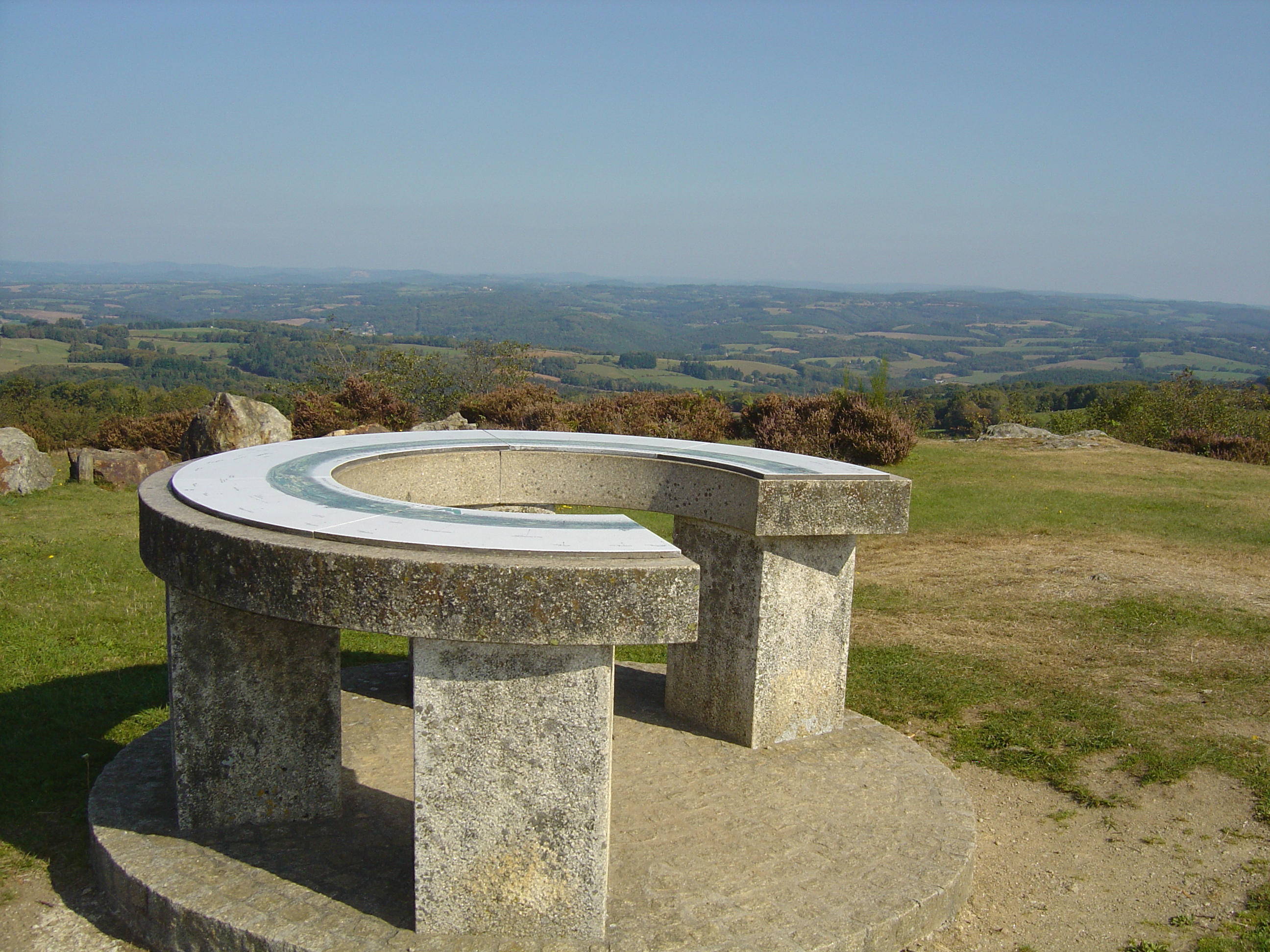
Une des deux tables d'orientation du mont Gargan.

Le mont Gargan culmine à 730 m d'altitude. Le sommet de la colline était autrefois entièrement recouvert de bruyères et de genêts, qui ont en partie disparu au profit d'une prairie. La lande a cependant survécu en couronne autour du sommet et sur les pentes : 82 hectares sont classés en ZNIEFF.
Par synecdoque, le mont Gargan définit aussi l'ensemble du massif supportant le sommet culminant, massif dominant à l'ouest le plateau limousin et les monts de Fayat, et constituant la première avancée de la montagne limousine avant le plateau de Millevaches, situé à l'est. Le massif s'étend ainsi principalement sur les communes de Châteauneuf-la-Forêt, La Croisille-sur-Briance, Domps, Sainte-Anne-Saint-Priest, Saint-Gilles-les-Forêts, Saint-Méard, Surdoux et Sussac en Haute-Vienne, et Chamberet et Meilhards en Corrèze. Il comprend ainsi d'autres sommets importants comme le mont Ceix (729 m), ainsi que la forêt de Châteauneuf-la-Forêt, qui s'étend sur la crête principale du massif au nord.
Contrairement à une idée largement répandue dans les livres et sur les cartes, le mont Gargan n'est pas le point culminant de la Haute-Vienne. Cela revient au puy Lagarde, avec 799 m d'altitude, à 25 km au nord-est, près de Beaumont-du-Lac.

### Panorama
Du sommet, on peut jouir d'une vue sur l'ensemble des hauteurs du Limousin (monts de Châlus, monts de Blond, monts d'Ambazac, plateau de Millevaches, massif des Monédières). Par beau temps, on peut apercevoir le puy de Sancy et les monts Dore. Au sud, la vue se prolonge jusqu'aux causses du Quercy et aux collines du Périgord noir.

## Histoire

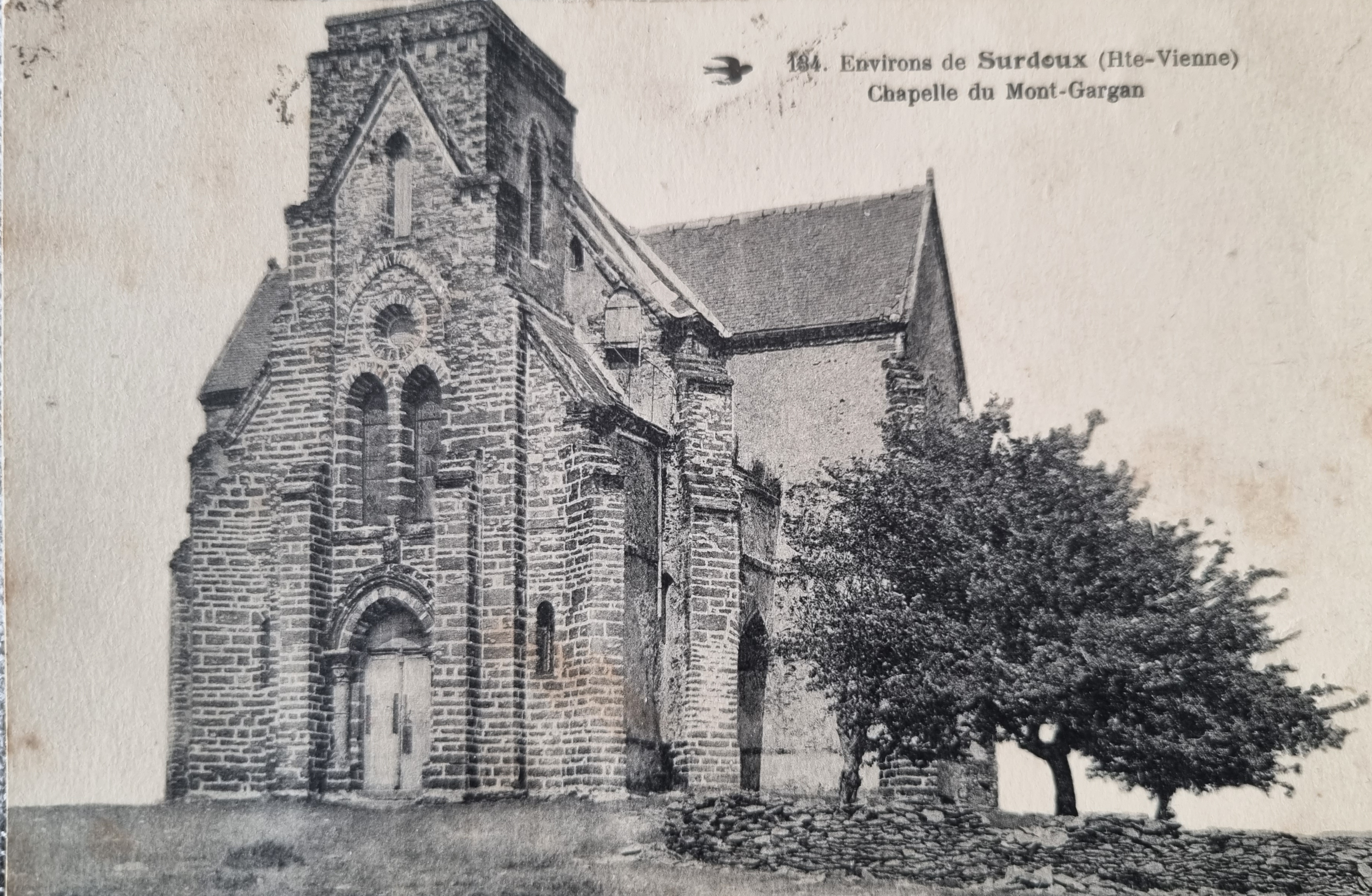
Chapelle du mont Gargan (vue historique).

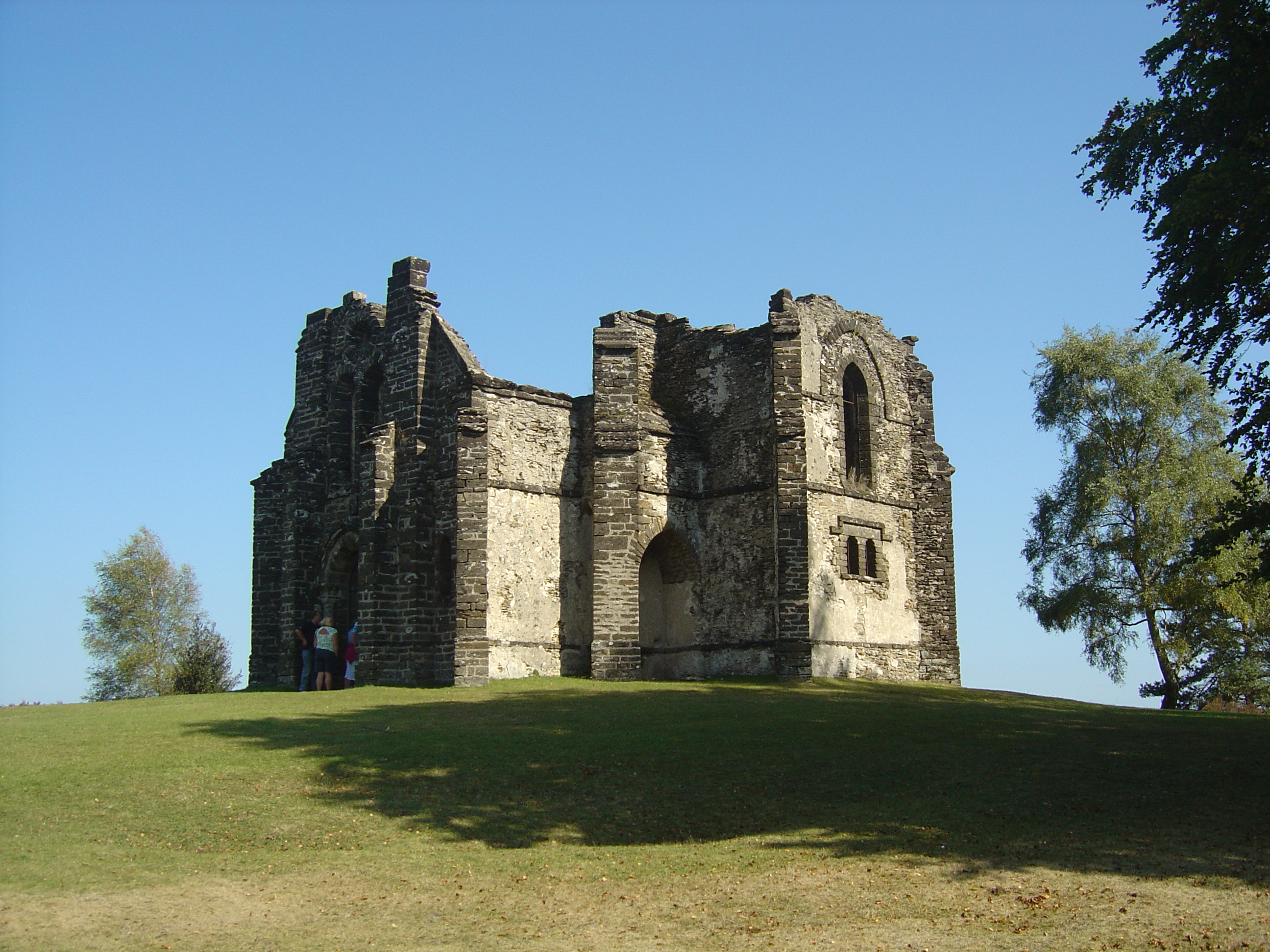
Chapelle en ruine du mont Gargan.

L'accès au sommet s'effectue depuis un lieu de stationnement des véhicules, par une allée bordée à droite d'imposants hêtres taillés aux branches tortueuses.
Au sommet se trouvent les ruines d'une chapelle consacrée à Notre-Dame-du-Bon-Secours, édifiée de 1868 à 1871 par l'abbé Louis Joyeux avec l'aide de la population. Endommagée par la suite, du fait du vent et des rigueurs du climat et aussi d'actes de malveillance, elle fut consolidée en 1992 par une décision du conseil général de la Haute-Vienne et l'association des Amis du mont Gargan. Depuis 1986, elle est la propriété du département. Récupérée illégalement par un ferrailleur, la cloche de la chapelle a été retrouvée avec l'aide de la police, et réinstallée en février 2011 à l'instigation des Amis du mont Gargan.

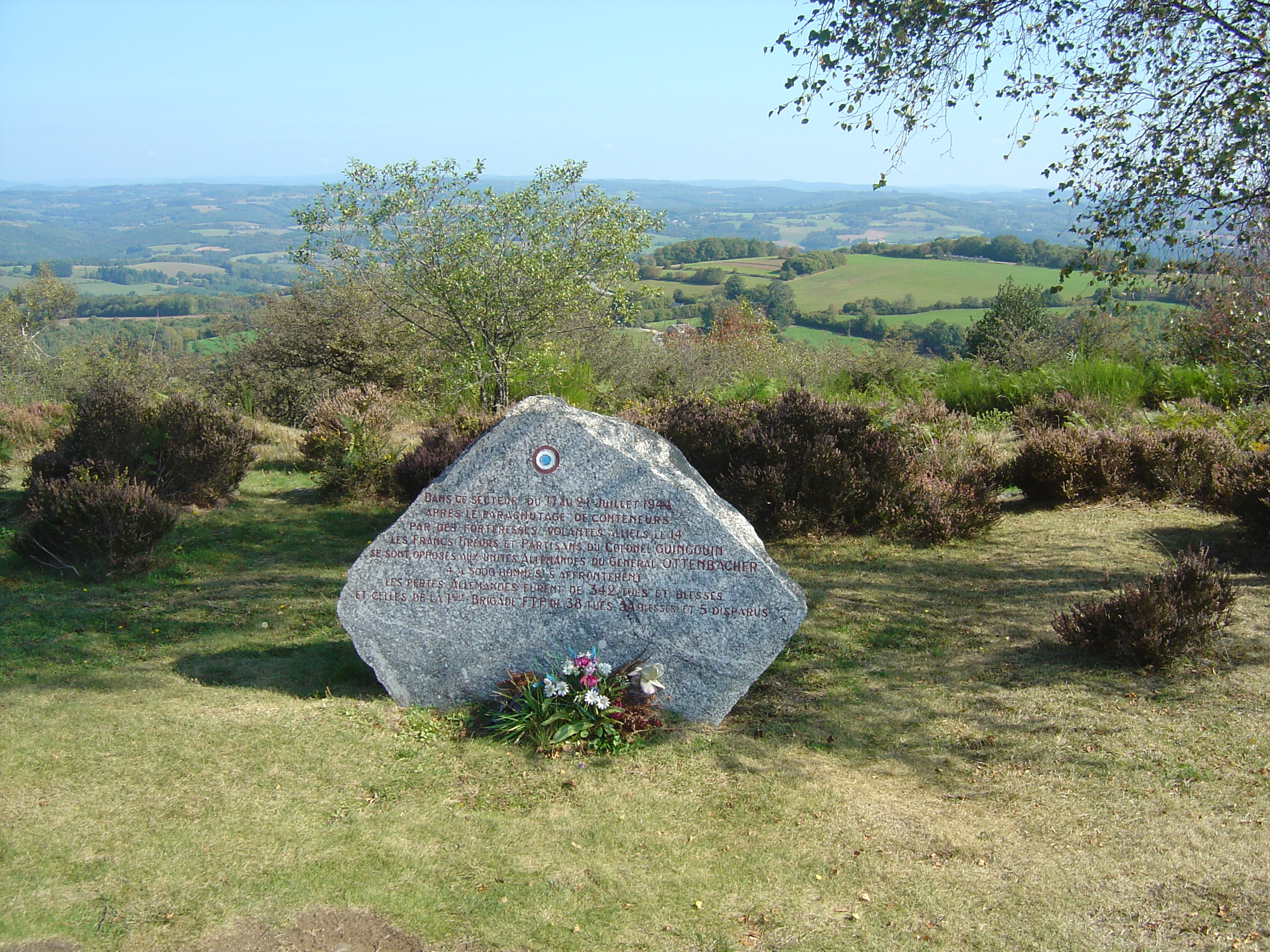
La stèle gravée en mémoire des combats de juillet 1944 autour du mont Gargan.

Une stèle rappelle la bataille du Mont Gargan au cours de laquelle s'affrontèrent une division de l'armée allemande et plusieurs milliers de maquisards commandés par Georges Guingouin.
Le premier festival du Mont-Gargan a vu le jour le 15 août 1966 à l'instigation de M. Desbordes, instituteur à La Croisille-sur-Briance et membre du groupe de l’Escòla dau Mont Gargan. Passionné par les arts et traditions populaires, il souhaitait créer un événement pour les mettre en valeur, et cela au sommet du mont Gargan. Depuis sa création, le festival a accueilli plus d'une centaine de groupes français et étrangers, offrant ainsi à des milliers de spectateurs l’opportunité de découvrir des cultures variées, des régions méconnues et des pays du monde entier. Depuis 2016, face à son succès grandissant, le festival s'est étendu sur six jours, conservant le 15 août comme point d'orgue de l'événement.
Le 4 juillet 2024, dans le contexte des élections législatives anticipées dont le premier tour a placé le Rassemblement national en tête, le mont Gargan accueille un rassemblement d'opposition à l'extrême-droite à l'initiative des députés sortants et candidats du Nouveau Front populaire, du président socialiste du Conseil départemental et de l'Association nationale des anciens combattants et ami(e)s de la Résistance. Cet événement invoque l'héritage du Conseil national de la Résistance pour justifier sa tenue sur place.
En 2024, le site fait aussi l'objet de travaux de réaménagement du conseil départemental visant à renouveler une table d'orientation, restaurer l'allée monumentale de hêtres et repenser le sentier d'interprétation et le parking d'accueil. Le Pays d'art et d'histoire Monts et Barrages édite en outre un livret de découverte du patrimoine du mont. Le paysagiste Alain Freytet est sollicité pour accompagner ce chantier.